# Matthias Volz
Matthias Volz (4 maggio 1910 – 26 agosto 2004) è stato un ginnasta tedesco.

## Palmarès

### Olimpiadi
- Oro a Berlino 1936 nel concorso a squadre.
- Bronzo a Berlino 1936 nel volteggio.
- Bronzo a Berlino 1936 negli anelli.